# Arahnoidă

Componentele meningelui: arahnoida

Arahnoida este una dintre cele trei membrane ale meningelui, prezentă la creier și măduva spinării, fiind localizată între pia mater și dura mater (între prima și arahnoidă se află un loc liber plin cu lichid cefalorahidian). Este avasculară și are rol de susținere și protecție. 